# سهره جنگلی
سِهرِهٔ جَنگَلی (نام علمی: Fringilla coelebs) (بلبل آوازخوان، مرغ قهقهه، خوبیسه، بلبل خمسه، کاه‌سهره) یکی از پرندگان آوازخوان است. این پرنده از راستهٔ گنجشک‌سانان (Passeriformes)، خانوادهٔ سهرگان (Fringillidae)، جنس سهره‌های جنگلی (Fringilla) است.
این پرنده بین ۱۴ تا ۱۶ سانتی‌متر طول دارد. اندازه‌اش متوسط است. پرنده نر، به واسطه سر آبی خاکستری، روتنه بلوطی، سینه صورتی و دو نوار سفید در بال‌ها، به آسانی شناخته می‌شود. اندکی شبیه سهرۀ سرسیاه است، اما در پر و بالش اثری از رنگ نارنجی دیده نشده و دمگاهش نیز سفید نیست. پرنده ماده و پرنده جوان یکساله، به جز دو نوار سفید روی بال‌ها، پر و بال‌شان، به طورکلی، قهوه‌ای مایل به خاکستری زیتونی است. هنگام بال زدن غالباً در حالی که بال‌ها بسته‌است، پروازی موجی شکل دارد. در حال جست‌وخیز بر روی زمین، به تغذیه نیز می‌پردازد. زمستان‌ها به صورت عبوری، در گروه حرکت می‌کند.

## نگارخانه

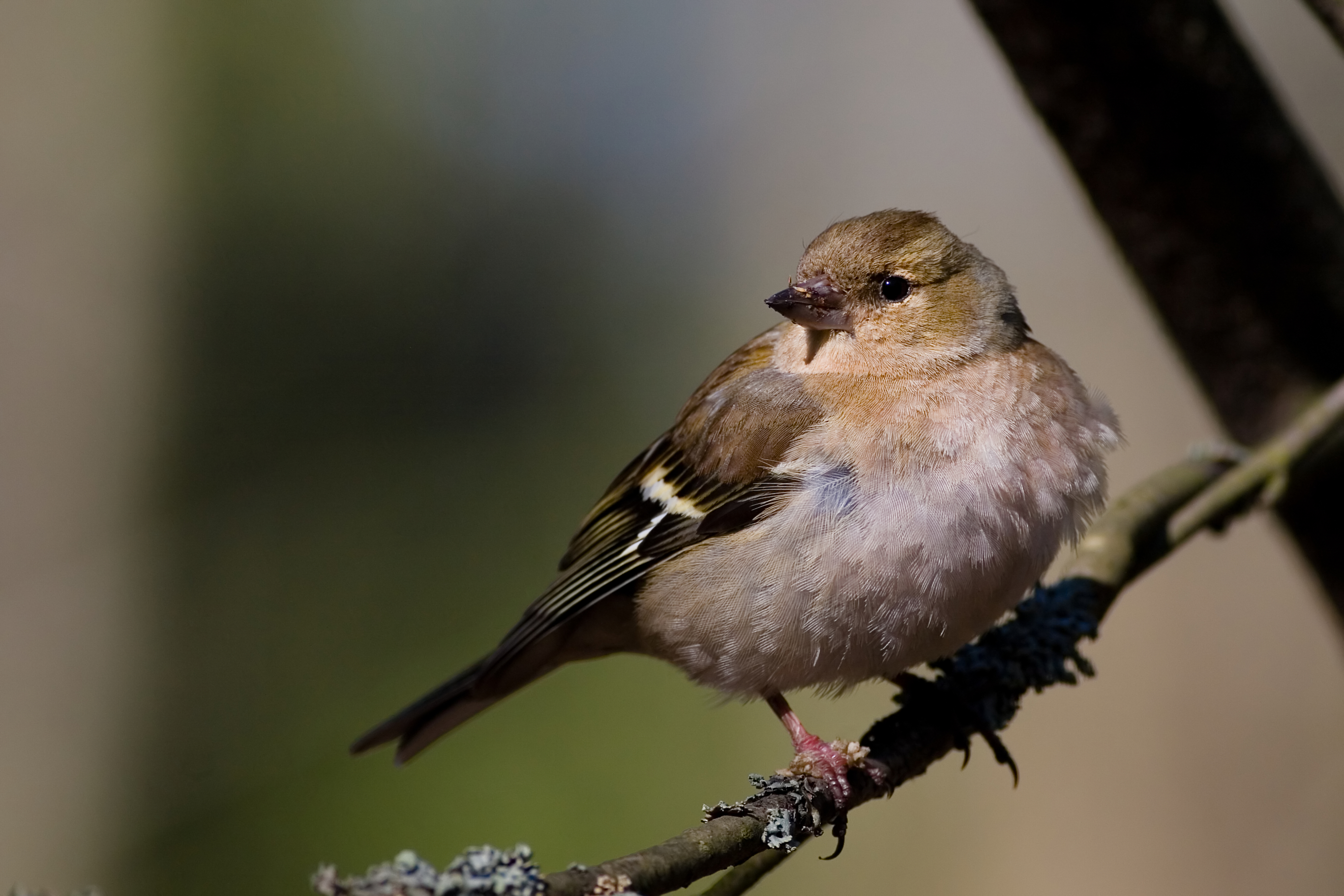
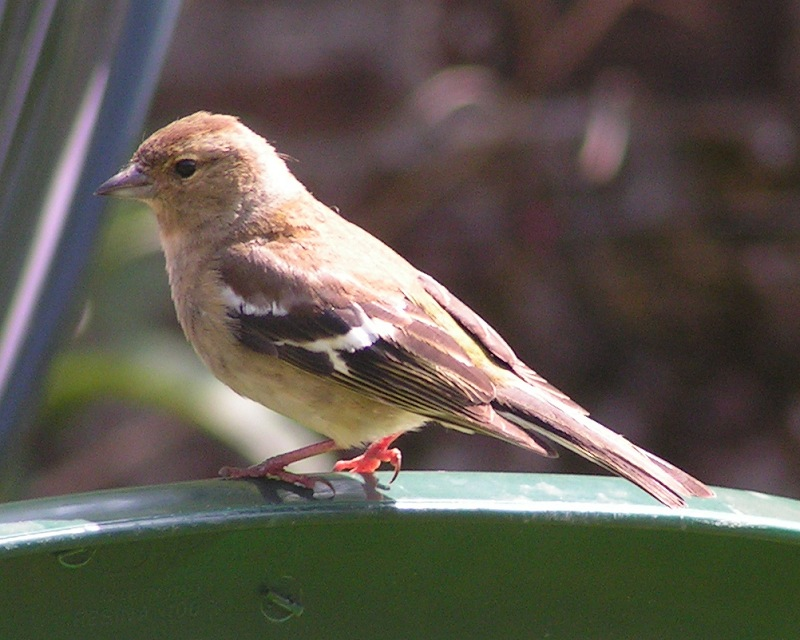
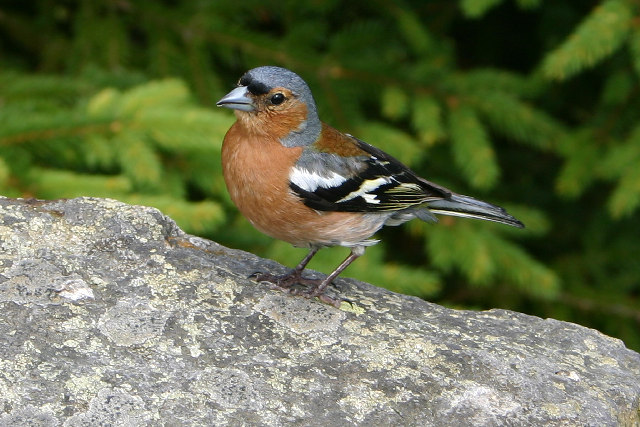
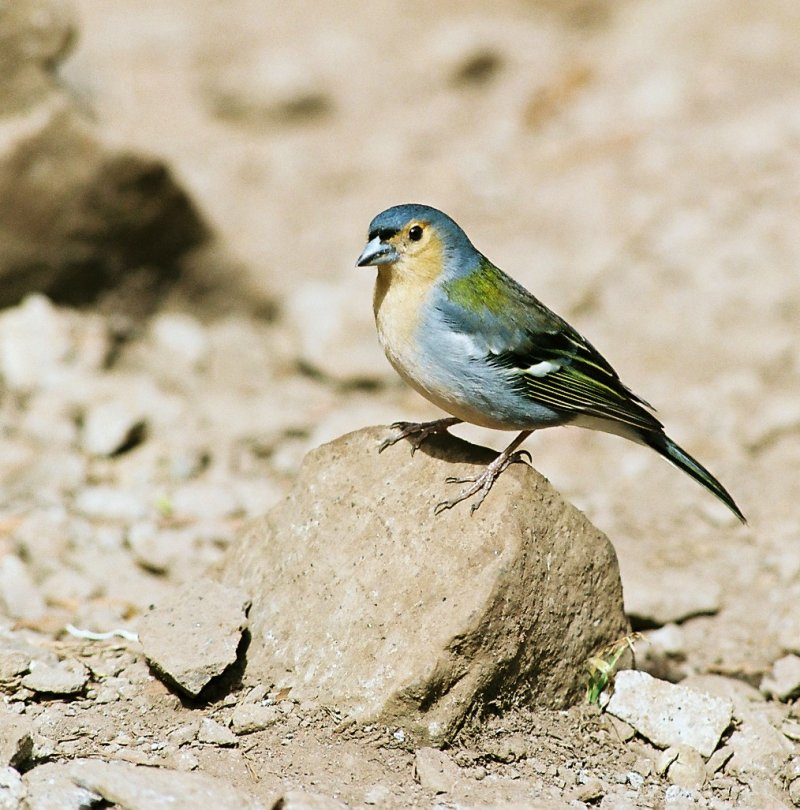
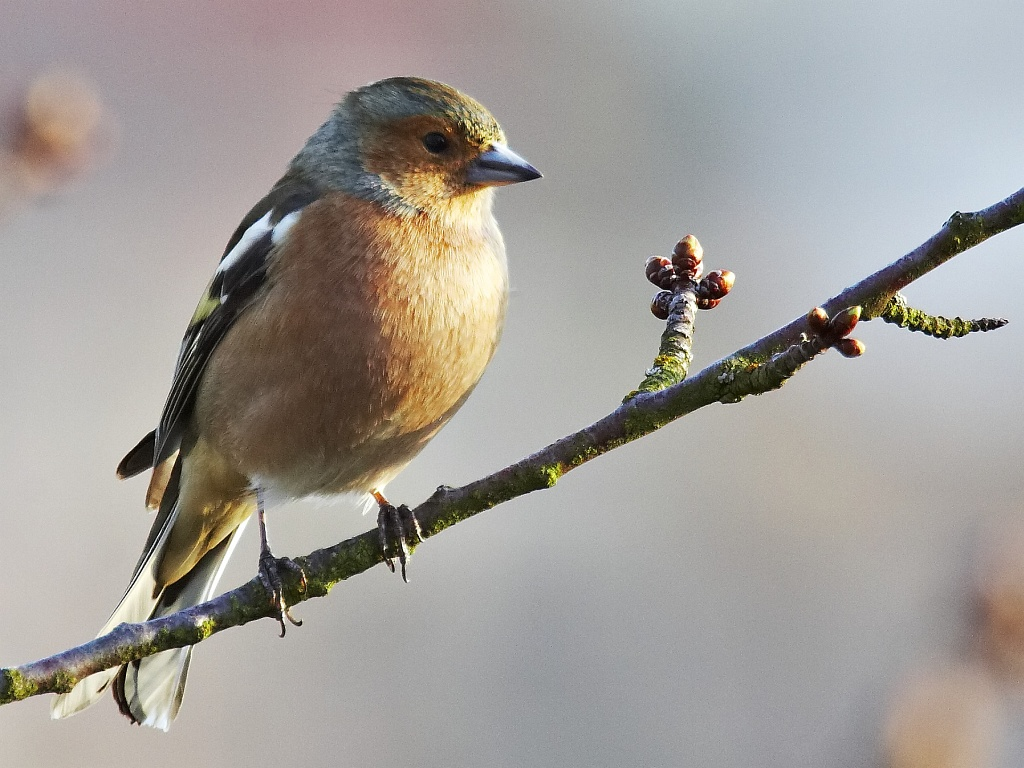
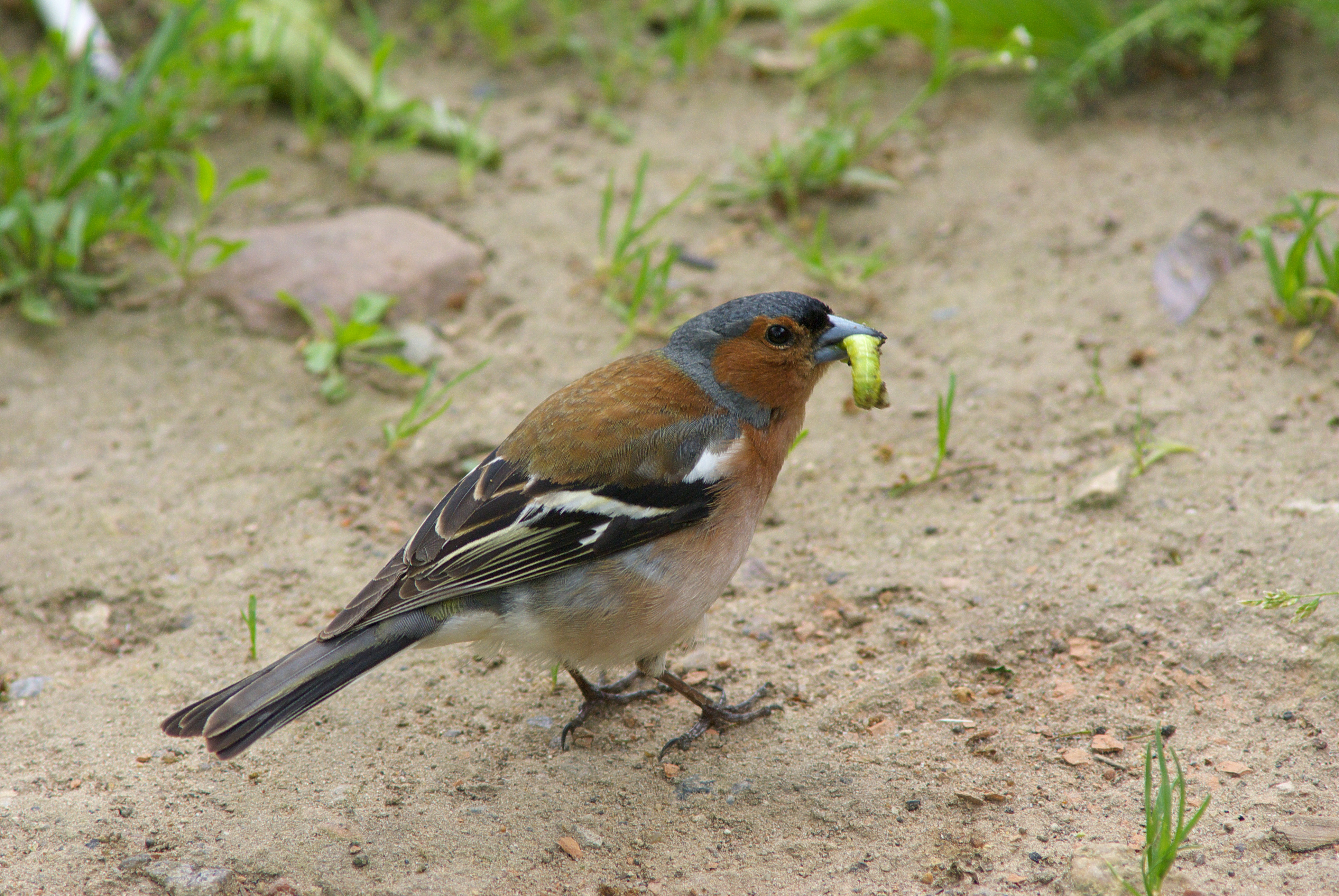
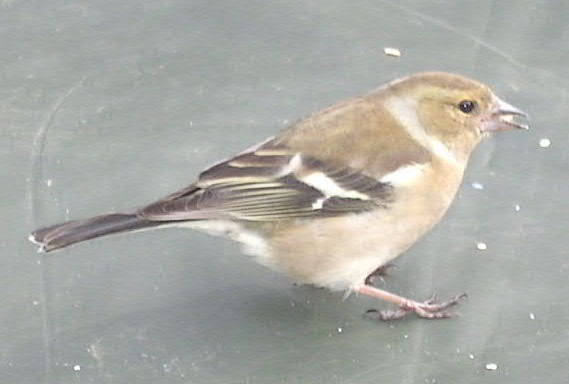
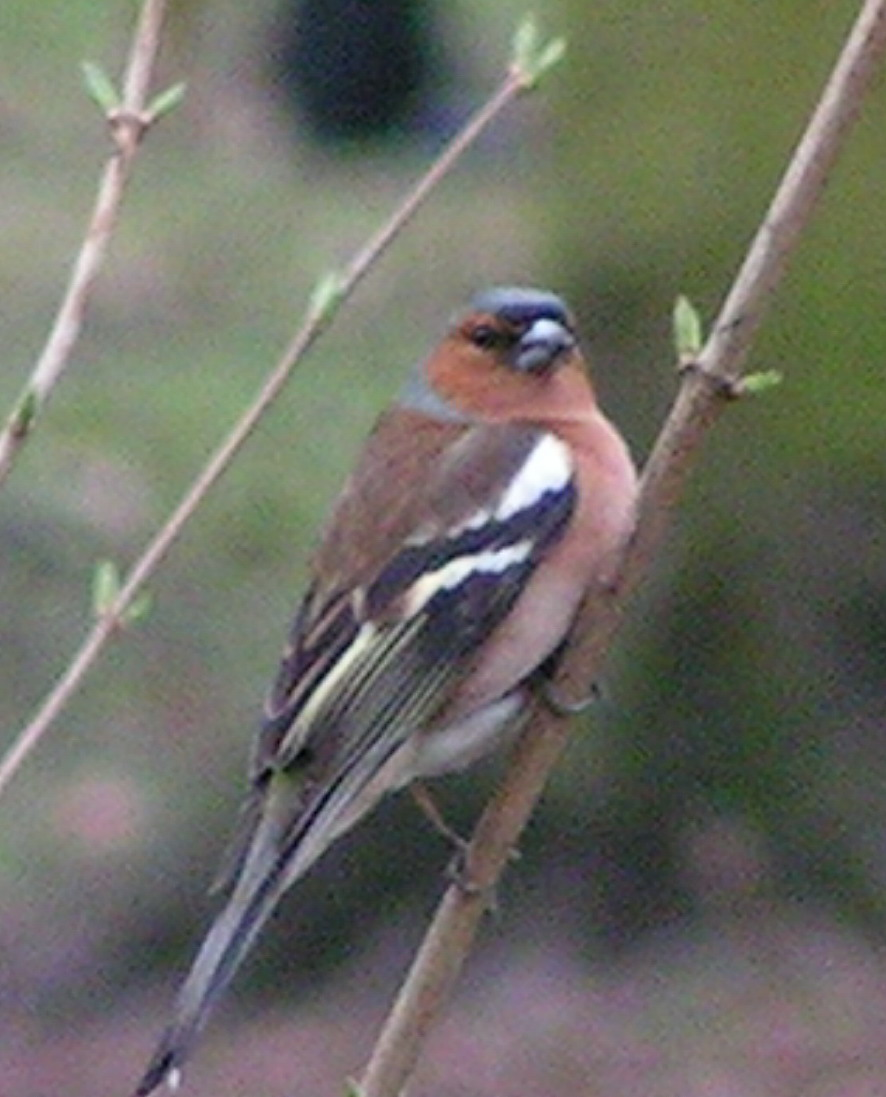
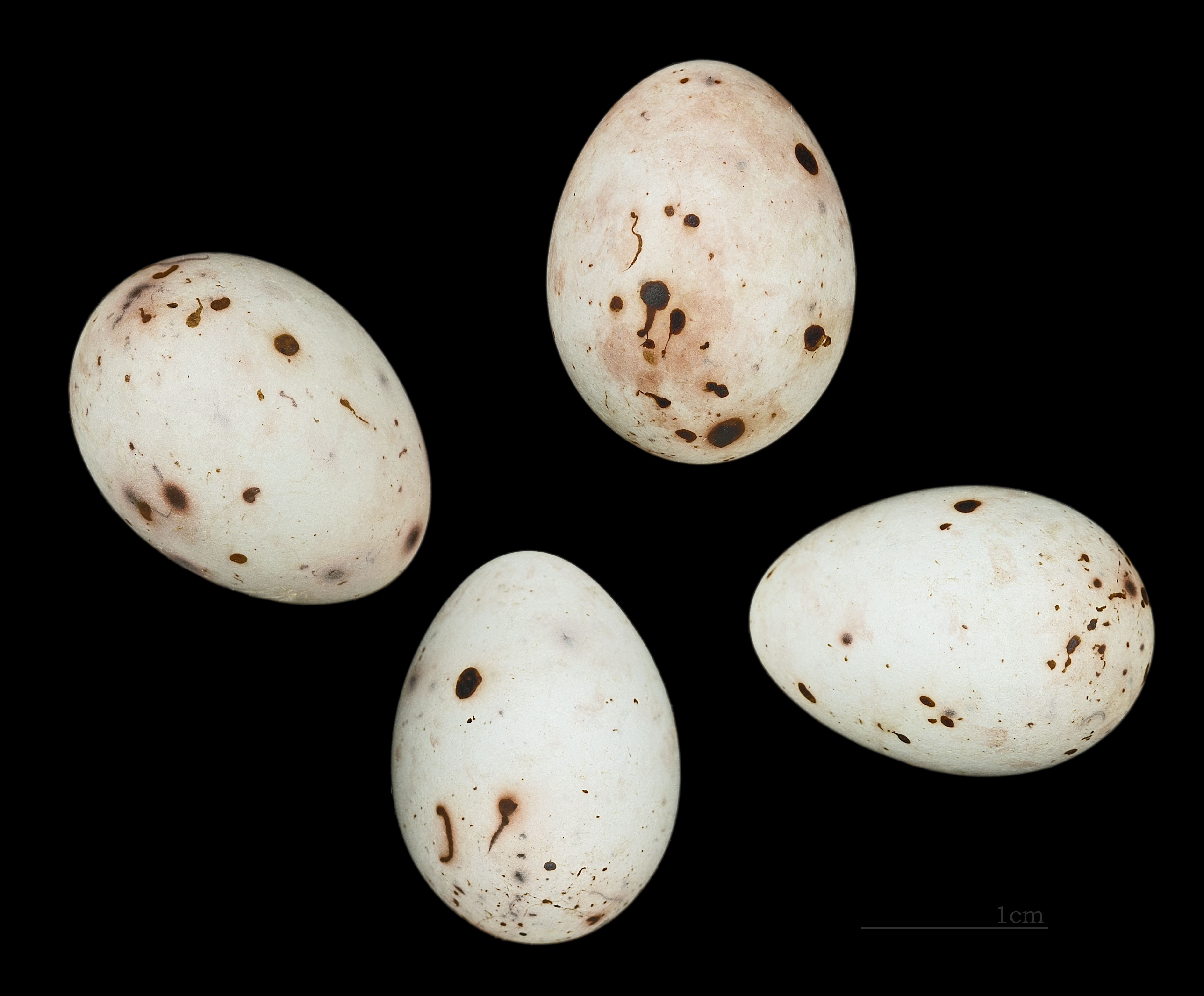
Fringilla coelebs